# Обер-церемониймейстер Папского двора
Обер-церемониймейстер Папского двора — главный служитель церемоний Святого Престола, в то же время выполняющим управленческие функции в Службе папских литургических церемоний. Входит в ближайшее окружение папы римского, так называемый фамильярес (лат. Familia Pontificalis — Папскую семью).

## История
Самым ранним свидетельством о существовании должности Обер-церемониймейстера является письмо Пия IV от 10 мая 1563 года, хотя есть свидетельства о возможности назначения на аналогичную должность, даже до X века. Последние положения о функциях обер-церемониймейстера были изданы Папой римским Иоанном Павлом II. Среди них в первую очередь должны быть названы апостольские конституции Pastor Bonus (о реформе Римской курии) и Universi Dominici Gregis (о Sede Vacante).

## Функции Обер-церемониймейстера
Основными функциями Обер-церемониймейстера является подготовка всего, что связано с Литургией, в которой участвуют Папа или его легат, который осуществляет функции от имени Папы римского. Его ответственность распространяется на все уровни литургии: от подготовки богослужебных книг и молитвенников для участников, путём подготовки и рассмотрения литургии так, чтобы она была в соответствии с потребностями, требованиями и применяемыми канонами, и заканчивая помощью Папе во время Литургии.
В специальные функции Обер-церемониймейстера также входят:
- ответственность за проведение консистории;
- ответственность за ризницу Ватикана и всех часовен находящихся при ней,
- помощь камерленго во время официального подтверждения смерти Папы;
- направление похорон Папы;
- закрытие кардиналов на Конклаве (так называемый Extra omnes);
- засвидетельствование на Конклаве и выдача нотариального акта подтверждающего принятие служения избранным Папой и выбора его имени;
- подготовка церемонии интронизации понтифика.

Обер-церемониймейстер, как глава Службы папских литургических церемоний, назначается Папой сроком на пять лет.
С 11 октября 2021 года пост Обер-церемониймейстера Папского двора занимает Диего Джованни Равелли.

## Список папский церемониймейстеров литургических церемоний

### Префекты папских церемоний
- Франческо Риджи (1902—1918);
- Карло Респиги (1918—1947);
- Энрико Данте (13 июня 1947 — 21 февраля 1965);
  - Аннибале Буньини (1968 — 9 января 1970) — делегат для папских церемоний (итал. delegato per le ceremonie pontificie) — он служил в качестве временного ведущего церемоний в период литургической реформы.

### Обер-церемониймейстеры Папского двора
- Вирджилио Ноэ (9 января 1970 — 6 марта 1982);
- Джон Мэджи (6 марта 1982 — 17 февраля 1987);
- Пьеро Марини (24 февраля 1987 — 1 октября 2007);
- Гвидо Марини (1 октября 2007 — 29 августа 2021);
- Диего Джованни Равелли (11 октября 2021 — по настоящее время).